# The Dropouts
The Dropouts è una striscia a fumetti giornaliera creata dal cartoonist statunitense Howard Post (1926–2010) pubblicata su quotidiani americani dal 1968 al 1981 e distribuita da United Feature Syndicate.

## Storia editoriale
La serie a strisce giornaliere venne creata da Howard Post nel 1968 e distribuita dalla United Feature Syndicate fino al 1981; dal 1969 l’autore realizza anche le tavole domenicali.

### Edizioni estere
In Italia è stata pubblicata, con il titolo "Gli emarginati", dalle riviste Linus dal 1969 e Alterlinus e successivamente, con il titolo "Gli sbulinati", dalle riviste Eureka e Eureka Pocket (nel n. 69 del 11-1981); nella collana Oscar Cartoons della Mondadori, nei collana Tascabili BUR della Rizzoli e nel volume “Arrivano i nostri Dropouts” edito dalla Milano Libri nel 1975.

## Trama
Alf e Shandy sono due naufraghi che hanno trovato salvezza su una piccola isola deserta. Sono molto diversi nell'aspetto, uno basso e grasso e l'altro, Alf, alto e magro ma molto simili di carattere. Passano il tempo a riposare o a pescare alternando momenti di sconforto a quelli di gioia vivendo in un paradiso incontaminato lontano dai problemi della vita moderna della quale a volte sentono la mancanza discutendone fra loro. Poi costruiscono una zattera e vengono salvati da una nave che naufraga e finiscono su un'altra isola, questa volta abitata da una tribù indigena dove spiccano personaggi come Euphoria, Chugalug e Harbinger.